# Око в небі (відеокамера)

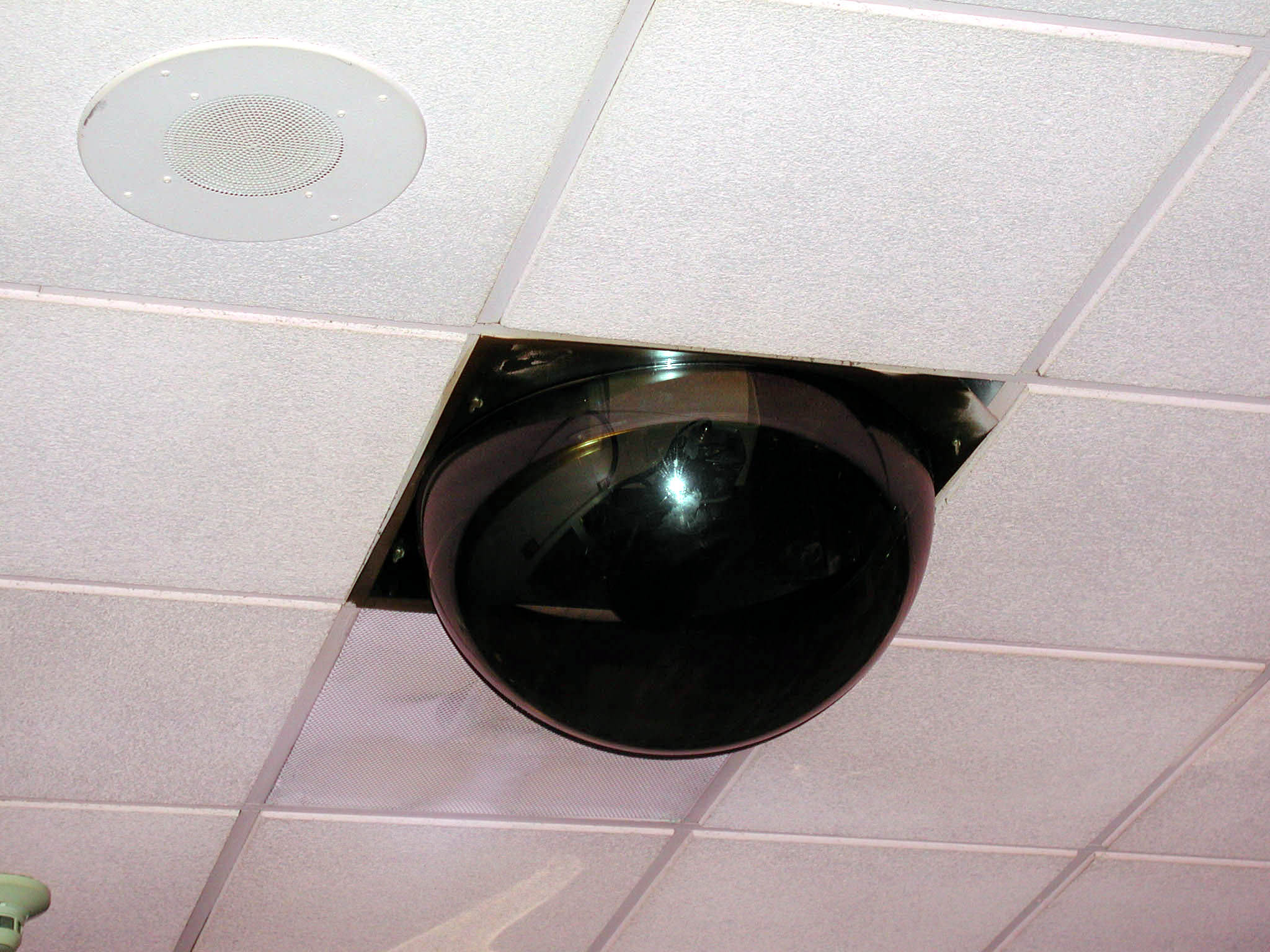
Камери «Око в небі» в казино спостерігають за гравцями, і записують усі дії в казино, які можна використовувати для вирішення деяких суперечок.

Око в небі – це термін, що використовується для казино та інших комерційних камер безпеки. У казино вони розташовані так, щоб уважно стежити за сидіннями, столами, коридорами, ресторанами і навіть ліфтами. Функціональний компонент відомий як камера з панорамним нахилом і масштабуванням або PTZ, що є стандартним терміном у галузі.